# Beatrice Pallavicino

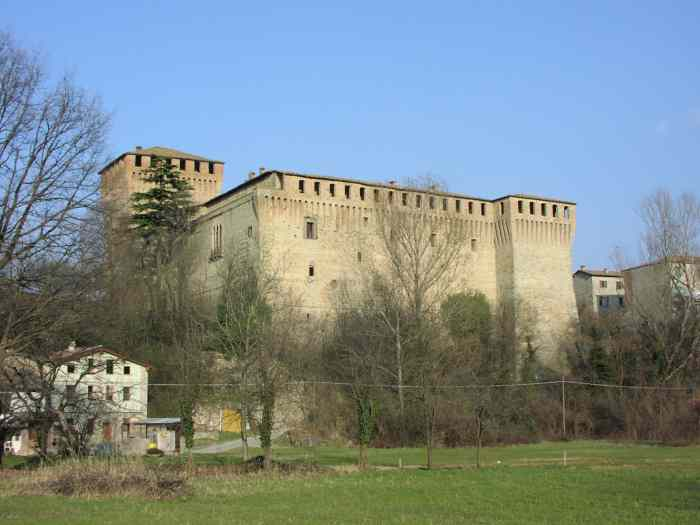
Castello Pallavicino (Varano de' Melegari) visto dal torrente Ceno.

Beatrice Pallavicino (1662 circa – 1683) è stata una nobildonna italiana.

## Biografia
Discendente dalla nobile famiglia Pallavicino, era figlia di Muzio Pallavicino dei marchesi di Busseto e di Lucrezia Vernazzi.
Sposò nel 1682 Giovanni Barbiano di Belgiojoso, conte di Belgioioso, dal quale ebbe una sola figlia, Anna (1683-?).

### La leggenda dellaDama Bianca
La leggenda vuole che Beatrice morisse a ventuno anni precipitando dal mastio del castello di Varano, forse suicida o spinta da qualcuno. L'accaduto ha dato vita alla leggenda della "Dama Bianca": il fantasma di una donna in abito bianco si aggirerebbe ancora tra le stanze del castello.